# Стара Мијава
Стара Мијава (слч. Stará Myjava) насељено је мјесто са административним статусом сеоске општине (слч. obec) у округу Мијава, у Тренчинском крају, Словачка Република.

## Становништво
| Година:    | 1994. | 2004.   | 2014.   | 2024.   |
| ---------- | ----- | ------- | ------- | ------- |
| Број људи: | 725   | 730     | 733     | 766     |
| Разлика:   |       | +0,68 % | +0,41 % | +4,50 % |

| Година:    | 2023. | 2024.   |
| ---------- | ----- | ------- |
| Број људи: | 744   | 766     |
| Разлика:   |       | +2,95 % |

Према подацима о броју становника из 2024. године насеље је имало 766 становника.